# ヌミーディオ・クアドラート駅
ヌミーディオ・クアドラート駅(Numidio Quadrato)は、ローマ地下鉄のA線にある駅の一つである。イタリアの首都ローマのクアドラーロ地区にある。
トゥスコラーナ街道とスクリボニオ・クリオーネ通り(via Scribonio Curione)の交差点にある。
駅のアトリウムでは、アルテメトロ・ローマ賞のモザイク画が展示されている。そこれらのモザイクの写真はここにて見られる。

## 周辺
- トゥスコラーナ街道 (Via Tuscolana)
- コンソリ通り (Viale dei Consoli)